# Бджолина отрута

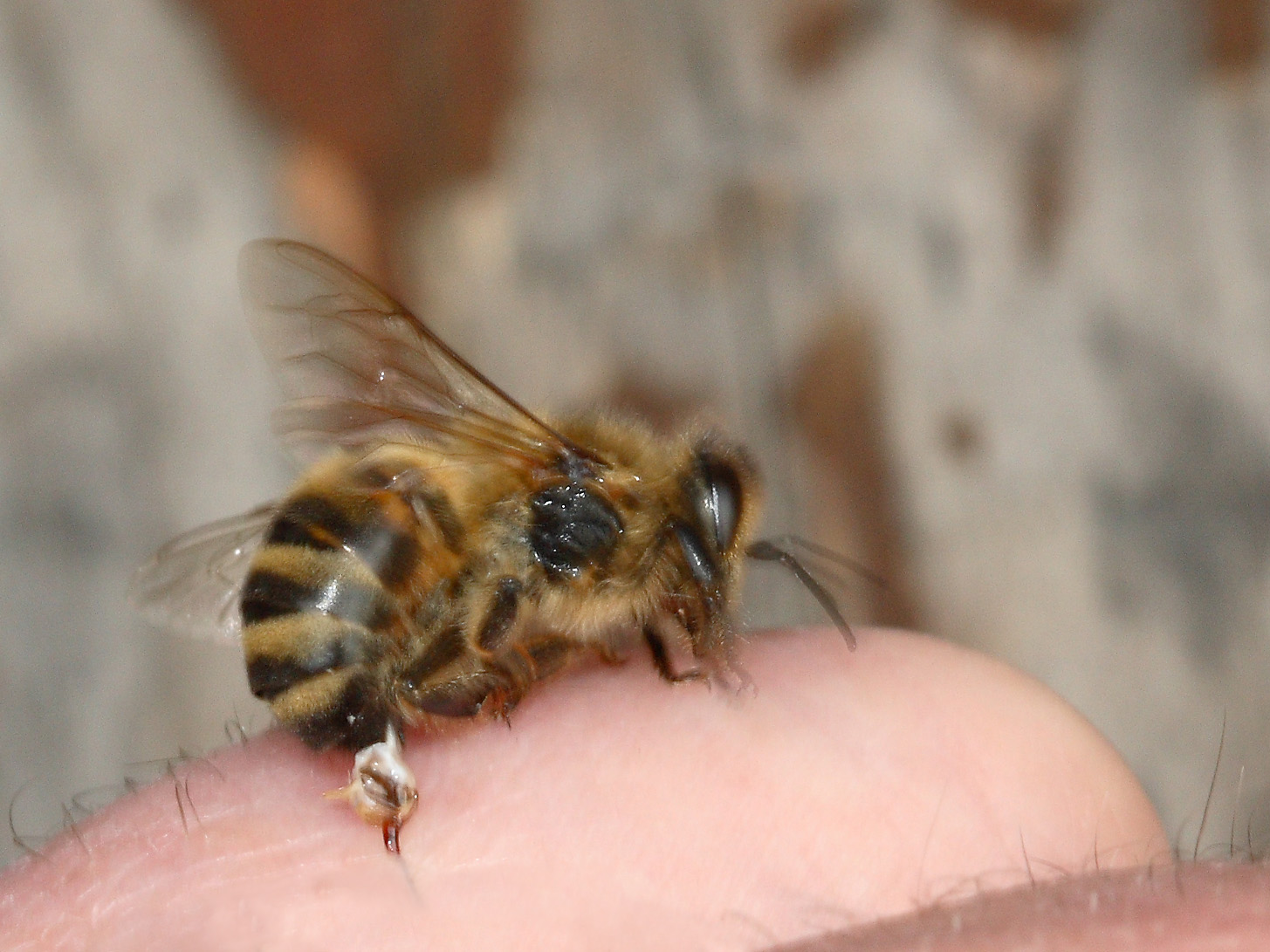
Коли жало застрягає в пружній шкірі людини, то весь апарат може бути відірваний від черевця комахи

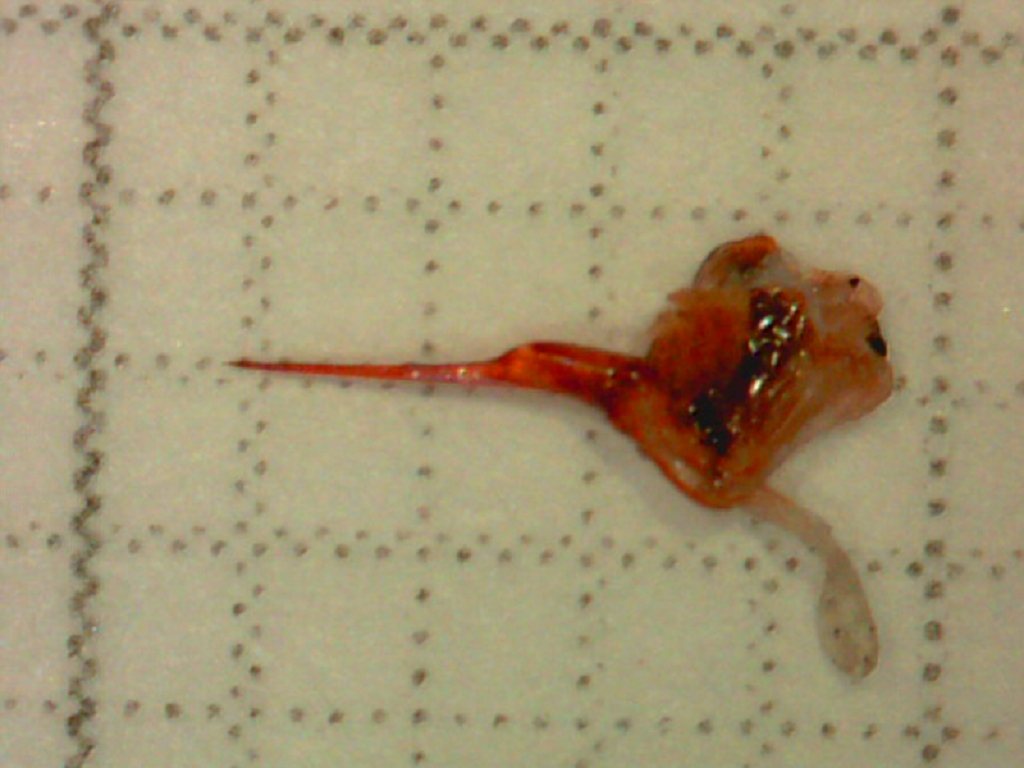
жало медоносної бджоли

Бджоли́на отру́та (апітоксин, грец. apis — бджола і toxin — отрута) — секрет отруйних залоз бджіл, який вони виділяють при жалінні. Прозора колоїдна жовтувата рідина з різким своєрідним запахом і пекучим гірким смаком.
Густа, містить близько 40% сухих речовин. Є одним із основних продуктів бджільництва.

## Хімічний склад і фізичні властивості
Бджолина отрута містить понад 50 різних речовин та зольних елементів, в т.ч. 9 (дев'ять) білкових. Основним компонентом отрути є поліпептид мелітин (близько 50% сухої речовини) — дуже отруйний білок з високою молекулярною вагою, що складається з 26 амінокислотних залишків. Пептид апамін (адолапін), що містить 18 амінокислотних залишків, становить 3,4-5,1%. На частку мініміна, секапіну, дофаміну, норадреналіну та інших пептидів припадає до 16%. Встановлено також вміст гістаміну (0,5-1,7%), який має високу біологічну активність. Важливими компонентами вважаються ферменти фосфоліпаза А (14%) і гіалуронідаза (20%). У невеликій кількості отрута містить жири, стерини, цукри, органічні кислоти. У зольному залишку виявлені магній, кальцій, калій, залізо, цинк, мідь, марганець та інші елементи.
Свіжа бджолина отрута містить від 50 до 70% вологи і являє собою прозору рідину з жовтуватим відтінком і специфічним різким запахом.
Питома вага 1,131 г/см³, реакція кисла (рН розбавленої 100 частинами води від 4,5 до 5,5). На повітрі швидко висихає, перетворюючись у тверду масу. Отрута розчинна у воді, кислотах, водно-гліцеринових сумішах, абрикосовій олії та не розчиняється в спирту. В сухому стані вона стійка і може зберігатись тривалий час, а в нестерильних розчинах — псується. Складові частини руйнуються під дією сильних кислот (азотної, сірчаної), етилового спирту, оксидів, сонячного світла і високих температур (100–110 ° С і вище). 
Хімічний склад бджолиної отрути дуже складний та остаточно не вивчений. Більшість дослідників подають бджолину отруту як складний комплекс жироподібних, мінеральних речовин, гістамінів, амінокислот і білків. Бджолина отрута — сильна знезаражуююча речовина: навіть у розведенні 1:50000 вона зберігає стерильність, зовсім не містить мікроорганізмів.

## Застосування
Попри давнє використання бджолиної отрути в народній медицині, вона майже не знаходить застосування в науковій медицині. Значною мірою це пояснюється болісністю ужалень та важкістю дозування при вжаленнях. В наш час[коли?] фармацевтична промисловість випускає цілий ряд очищених препаратів бджолиної отрути, що вводяться в організм в ін'єкціях, утираннях, інгаляціях тощо. Але вважається, що введення свіжої отрути дає кращий лікувальний ефект, ніж приймання у вигляді препаратів. Тому лікування ужаленнями досі широко застосовується.
Застосування бджолиної отрути в лікувальних цілях базується на її протизапальній, протибольовій і десенсибілізуючій дії. Лікувальна дія її складна. Вона стимулює обмін речовин, утворення червонокрівців і діяльність серцево-судинної системи, викликає зниження кров'яного тиску та вмісту холестерину в крові, поліпшує сон, апетит, гоєння ран, виразок; діє болезаспокійливо і протизапально; має сильні бактерицидні властивості.
Бджолина отрута та її препарати застосовуються при лікуванні ревматизму, невралгій, гіпертонічної хвороби, атеросклерозу, міокардиту, базедової хвороби, алергічних та трофічних захворювань і уражень периферичної нервової системи.

## Протипоказання
Протипоказана при хворобах нирок, захворювання печінки та захворювання підшлункової залози, злоякісних пухлинах, тяжких інфекційних захворюваннях та загальному виснаженні організму. Для зменшення дії бджолиної отрути при випадкових укусах бджіл на ушкоджені місця накладають пов'язки з розведеного нашатирного спирту (1 частина спирту на 5 частин води); при тяжкій загальній реакції вводять серцеві (збудні) засоби.

## Інші небезпеки
Жало бджоли викликає місцеве запалення та зумовлює виникнення більш-менш серйозних набряків. Загалом, це досить болючий процес. Від кількох десятків укусів можливий ризик смерті. Дуже небезпечне випадкове проковтування комахи під час їжі або пиття. Від внутрішнього укусу, в дихальних шляхах може утворюватись набряк та існує гостра небезпека задухи. Однак такі випадки трапляються не часто.

## Якщо ужалила бджола
1. Позбавтеся якомога швидше від жала.
2. Тепер, коли жала немає, необхідно перешкодити поширенню отрути в організмі, а також не допустити алергічної реакції:
  - - Збільште кількість води в організмі;
  - - На місце набряку покладіть грілку з холодною водою або мокрий рушник, що сповільнить всмоктування отрути;
  - - Намочіть тканину розчином харчової соди (1 ч. л., на 1 склянку води) та приставте до місця укусу на 15-20 хвилин.
  - - Якщо є ризик виникнення алергічної реакції, випийте антигістамінний засіб;
3. Для зняття болю та набряку:
  - - До місця укусу прикладіть холодний компрес або замотаний у тканину лід.
4. Люди, у яких є встановлений алергоз чи алергія, потребують негайного в/м введення протиалергічного ЛЗ.